# Dio Cassius
Dio Cassius (født ca. 164, død ca. 229), var en romersk senator og historiker. Han tilhørte en velhavende familie fra Nikæa i Lilleasien og skrev sine værker på græsk, men henvendte sig primært til et romersk publikum. Dios far Cassius Apronianus var romersk senator og Dio fulgte også selv en politisk og juridisk karriere i Rom. Under kejser Septimius Severus blev han konsul første gang, anden gang under Alexander Severus i 229 e.Kr., hvor hans værk slutter. 
Hans gigantiske værk om Roms historie kom i 80 bind og beskrev tiden fra byens grundlæggelse til hans egen tid. Blandt de kilder, Dio benyttede, var den latinske historiker Tacitus og for de perioder af det første århundrede, hvor Tacitus' historieværk ikke er bevaret, er Dio blandt vore vigtigste kilder. Ligeledes er beskrivelsen af hans samtid på højt niveau, og ofte indskyder han sine egne øjenvidneskildringer. Dios skildring af republikkens historie er ofte præget af anakronismer, men der kan findes mange værdifulde oplysninger i hans værk, også om de tidligste tider.
Store dele af hans værk er gået tabt, men indholdet er bevaret i form af byzantinske resuméer (epitomer) fra 9.-11. årh.

## Eksterne link
- Cassius Dio: Historia (engelsk oversættelse)